# Eissmann Automotive
Die Eissmann Automotive Deutschland GmbH ist die Konzernobergesellschaft der Eissmann-Gruppe, einem deutschen Automobilzulieferer mit Sitz in Bad Urach.
Das Familienunternehmen produziert an weltweit 17 Standorten. Hergestellt werden insbesondere Spritzgussteile und Elektronikkomponenten.

## Geschichte
1964 wurde das Unternehmen Helmut Eißmann in Seeburg gegründet. Basis waren zunächst Radzierblenden für den VW Käfer, ein Selbstbausatz für einen Sportwagen zum Nachrüsten, sowie Motorraum- und Kofferraumleuchten. Ende der 1960er Jahre wurden die ersten Schalthebel zum Nachrüsten produziert.
1968 gründeten die Söhne von Helmut Eißmann die Jürgen und Volkhard Eißmann GbR, 1985 wurden die GbR und das Unternehmen Helmut Eißmann in die Eissmann GmbH überführt.
Im Jahr 1978 ging der erste Serienauftrag für Schaltgriffe aus Leder bei der Firma Eissmann ein, gefolgt von der Belieferung des ersten Full Interiors des Audi Coupe Urquattros im Jahr 1989. Ab den 1990er Jahren folgten Gründungen im In- und Ausland.
In Thüringen hatte das Unternehmen 2013 den Autozulieferer Dagro übernommen.
Im Jahr 2021 übernahm Eissmann die Minda KTSN Plastic Solutions GmbH & Co. KG in Pirna, Hersteller von Kunststoffteilen für die Automobilindustrie, sowie deren Tochtergesellschaft in Polen mit zusammen 320 Mitarbeitern.
Ende Februar 2024 beantragten die Muttergesellschaft Eissmann Automotive Deutschland GmbH sowie die wichtigsten deutschen Tochtergesellschaften die Eröffnung eines Insolvenzverfahrens. Knapp 1000 Mitarbeiter an den drei Standorten Bad Urach, sowie bei den Tochterunternehmen im thüringischen Gera und sächsischen Pirna sind von der Insolvenz betroffen.